# Culicoides gladysae
Culicoides gladysae är en tvåvingeart som beskrevs av Kettle, Elson och Dyce 1976. Culicoides gladysae ingår i släktet Culicoides och familjen svidknott. Inga underarter finns listade i Catalogue of Life.